# Eksistentiel fænomenologi
Den eksistentielle fænomenologi var en filosofisk teori, som antog, at mennesket var ufravigeligt og substantielt knyttet til en væren—i-verden ved at være indkastet i en livsverden . Teorien havde sin storhedstid i midten af 1900-tallet i årene før, under og efter anden verdenskrig. Teorien var en efterkommer af den filosofiske fænomenologi og havde et særligt fokus på menneskets oplevede livsverden.

## Hovedtræk
Eksistentiel fænomenologi er en filosofisk tilgang, der kombinerer to hovedstrømninger inden for filosofi: eksistentialisme og fænomenologi. Denne tilgang blev udviklet af den tyske filosof og eksistentiel psykoterapeut, Ludwig Binswanger, samt den franske filosof Jean-Paul Sartre og den tyske filosof Martin Heidegger. Nøglebegreber inden for eksistentiel fænomenologi inkluderer "eksistentialer", "angst", "frihed", "valg", "intentionalitet" (retningen af bevidsthed mod noget), og "livsverden" (verdenen, som den opfattes af den enkelte).
Ved at være en grundlagsteori om både udspringet af den konkrete eksistens, og om dens sproglige udtryksformer, pegede eksistentiel fænomenologi på den udelelige helhed og meningsbaggrund, som individet kun sekundært og ufuldstændigt stod ud fra, og som gjorde ethvert andet menneske til et aspekt i en medverden. Idet menneskets uafladelige deltagelse i verden blev taget som udgangspunkt, gjorde Heidegger, Merleau-Ponty og (den sene) Sartre op med Descartes dualisme og Husserls transcendental fænomenologi.

## Historie
Eksistentiel fænomenologi udsprang inden for filosofien af filosofferne Martin Heideggers værk Sein und Zeit (1927, dansk udgave, Væren og tid, 2007) og Maurice Merleau-Pontys værk Phénoménologie de la perception (1945, reduceret dansk udgave, Kroppens fænomenologi, 2009). Andre vigtige filosoffer var Hans Lipps, Michel Henry, Jean-Paul Sartre og Hermann Schmitz.
Eksistentiel fænomenologi tog udgangspunkt i en analyse af den menneskelige erfaring eller oplevelsesverden, men denne kunne ikke reduceres til et subjekt. Udgangspunktet var Heideggers eksistens-begreb, der betegnede menneskets særlige måde at være-i-verden som et væsen altid i aktivitet eller konkret udfoldelse, og dermed 'altid allerede' i relation til sin verden. Dermed betragtedes mennesket som fuldt og helt indlejret i verden, hvad Heidegger udtrykte som væren-i-verden (1927).
Heidegger (1927) og Merleau-Ponty (1945) erstattede derfor Edmund Husserls begreb om bevidsthedens intentionalitet (det, at bevidsthed altid er bevidsthed om noget) med væren-i-verden, der dermed kunne begribes som en ontologisk indlejrethed, mennesket ikke kunne hæve sig over. For eksistentiel fænomenologi var væren-i-verden det mest grundlæggende forhold ved mennesket, dets altid tilstedeværende og ufravigelige relation til (noget i) verden (understreget af bindestregerne), dvs. en aktivitet, en stemning, sproget, ting, andre mennesker, en filosofi, et menneskesyn etc., under ét betegnet verden.

## Virkningshistorie
Det eksistentiel-fænomenologiske tilgang havde betydning for måden man forstod mennesket inden for (special)pædagogik, sundhed og tilgrænsende felter som psykologi og psykoterapi.

## I Danmark
I 2012 kom den første danske introduktion til eksistentiel fænomenologi i form af Den menneskelige eksistens. Bogen er redigeret af Kurt Dauer Keller, og den indeholdt bl.a. den første danske oversættelse af Paul Ricoeurs vigtige artikel, Den eksistentielle fænomenologi, samt en oversættelse af det sidste, centrale kapitel i Merleau-Pontys hovedværk, Phénoménologie de la perception, kaldet Friheden. Finn Thorbjørn Hansen, Mogens Pahuus, Torben Hanggaard Rasmussen og Karsten Borg Hansen er blandt de danskere, som har skrevet hele bøger om eksistentiel fænomenologi. Andre danske repræsentanter var blandt andre Peter Kemp, Sune Frølund, Kurt Dauer Keller og Jakob Dahl Rendtofff

## Kritik af den eksistentielle fænomenologi
Kritikere hævder ofte, at eksistentiel fænomenologi bruger en kompleks og abstrakt terminologi, hvilket gør det vanskeligt for almindelige mennesker at forstå og anvende den i praksis. Dette kan føre til, at nogle finder det vanskeligt at relatere til eller drage nytte af teorien i deres eget liv.
Heideggers eksistentielle fænomenologi er blevet beskyldt for at være anti-social og individualistisk, idet den reducerer det sociale til individets medværen og dermed tilsidesætter det mellem- og medmenneskelige aspekt. Tilsvarende er både Merleau-Ponty og Heidegger blevet anklaget for at mangle etik. Kritikken er taget til efter afsløringerne af omfanget af Heideggers nazistiske overbevisninger og deres rolle i hans filosofi. Mens Heidegger meldte sig ind i NSDAP, meldte den eksistentielle fænomenolog Hans Lipps sig i 1934 desuden ind i nazikorpset SS.
Feminister har kritiseret Heidegger for at negligere betydningen af køn og fortie kvinder. Desuden har feminister bebrejdet Merleau-Ponty for, at han favoriserer et maskulint og heteronormativt syn på kroppen. Især har Luce Irigaray påpeget, at hans kropsfænomenologi usynliggør kvinder og deres oplevelsesverden. Samtidig har Frantz Fanon klandret Merleau-Ponty for at betone hvide privilegerede mænds kropslighed, hvormed han reproducerer racisme og kolonialisme
Den amerikanske psykolog og terapeut James Masterson kritiserer Jean-Paul Sartres teorier for at afspejle et narcissistisk menneskesyn. Michel Foucault kritiserede desuden den eksistentielle fænomenologi hos især Sartre for at mangle historisk forståelse. Edmund Husserl anklagede den for at reducere filosofien til antropologi og basere sig på et abstrakt og fejlagtigt menneskesyn. Theodor Adorno mente, at den eksistentielle fænomenologi var banal og fuld af tomme floskler, på trods af at den foregav at være dybsindig. Samtidig endte Heidegger selv med at vende sig bort fra ahistorisk filosofi, der var fokuseret på menneskets subjektivitet.
Internationalt er den eksistentiel fænomenologi blevet kritiseret for at være for vag som praksis, med for stor vægt på grundlagsteori og svært forståelig filosofi.

## Fodnoter
1. ↑  Embree Lester: Existential Phenomenology. Routledge Encyclopedia of Philosophy, 2005
2. ↑  Niels Egebak (1964). "Maurice Merleau-Ponty og fænomenologien". Perspektiv. 12 (3): 34-37. Arkiveret 8. november 2012 hos  Wayback Machine
3. ↑  Feilberg, C (2012). "Eksistentiel fænomenologi - betegnelsen, stilen og begrebet.".  I Keller, K. D. (red.). Den menneskelige eksistens. Introduktion til den eksistentielle fænomenologi. Aalborg Universitetsforlag. s. 49 f. Arkiveret fra originalen 11. november 2013.
4. ↑  Schmitz: Kroppen, 2017; Schmitz: Kort indføring i den nye fænomenologi, 2017
5. ↑  Sørensen & Keller 2015
6. ↑  Se forlagshjemmesiden for mere information om Den menneskelige eksistens - Introduktion til den eksistentielle fænomenologi (Keller, 2012) Arkiveret 11. november 2013 hos  Wayback Machine.
7. ↑  Buber, Martin (2002). Between man and man. Routledge. ISBN 0-203-22009-9. OCLC 56924522.
8. ↑  Bax, Chantal (2017). "Otherwise than Being-with: Levinas on Heidegger and Community". Human Studies. Springer Science and Business Media LLC. 40 (3): 381-400. doi:10.1007/s10746-017-9432-x.
9. 1 2  Olkowski, Dorothea; Weiss, Gail (red.) (2006). Feminist Interpretations of Maurice Merleau-Ponty. Pennsylvania State University Press.
10. ↑  Bouckaert, Luk (1970). "Het Zijnsdenken En De Ethiek". Bijdragen (nederlandsk). 31 (3): 313-328. doi:10.1080/00062278.1970.10596907.
11. ↑  Emmanuel Faye (2011). Heidegger: The Introduction of Nazism into Philosophy in Light of the Unpublished Seminars of 1933-1935. Yale University Press.
12. ↑  "Why Does It Matter If Heidegger Was Anti-Semitic?". The New Yorker. Arkiveret fra originalen 23. december 2020. Hentet 16. januar 2021.
13. ↑  Love, Jeff; Meng, Michael (2017). "Heidegger's Radical Antisemitism". Philosophy & Social Criticism. 44 (1): 3-23. doi:10.1177/0191453717713809.
14. ↑  "Heidegger's Anti-Semitism Prompts Resignation and New Wave of Reservations". Hyperallergic. Arkiveret fra originalen 30. november 2020. Hentet 16. januar 2021.
15. ↑  Christian Tilitzki (2002). Die deutsche Universitätsphilosophie in der Weimarer Republik und im Dritten Reich, Teil 1. s. 636. Berlin: Akademie Verlag. ISBN 978-3-050-03647-2.
16. ↑  Froese, Katrin (2005). "Woman's eclipse: The silenced feminine in Nietzsche and Heidegge". Philosophy & Social Criticism. 31 (2): 165-184. doi:10.1177/0191453705050605.
17. ↑  https://journals.sagepub.com/doi/abs/10.1177/0191453705050605
18. ↑  Irigaray, L. (1993). An ethics of sexual difference. Ithaca, N.Y: Cornell University Press.
19. ↑  Fanon, Frantz. 1986. Black skin, white masks (trans.: Markmann, Charles L.). London: Pluto Press.
20. ↑  Kraehe, Amelia M.; Gaztambide-Fernández, Rubén (red.) (2018). The Palgrave Handbook of Race and the Arts in Education.
21. ↑  Masterson 1998[bør uddybes]
22. ↑  Flynn, Thomas R. (2004). "Sartre and Foucault: A Cross-Generational Exchange". Sartre Studies International. Berghahn Books. 10 (2): 47-55. JSTOR 23512875.
23. ↑  Edmund Husserl (1997). Psychological and transcendental phenomenology and the confrontation with Heidegger (1927–1931). Dordrecht: Kluwer.
24. ↑  Theodor Adorno: Egentlighedens jargon. Indl. og overs. Henning Goldbæk. 128 sider. 2008. Det lille forlag.
25. ↑  Heidegger: "Letter on Humanism", oversat af F. A Capuzzi og J. Glenn Gray. I Krell, D. F. (red.); Heidegger, Martin. Basic Writings, revised and expanded edition. s. 217-65. London: Routledge, 1993, s. .
26. ↑  Friedrich-Wilhelm von Herrmann (red.); Heidegger, Martin. Kant und das Problem der Metaphysik (7. udg., 2010).
27. ↑  Social work podcast 2020